# 安琪拉之歌
《安琪拉之歌》是一款由Alec Holowka和Derek Yu设计的横向卷轴动作冒险游戏。两人组建了独立游戏公司Bit Blot，开发并最初发行这款游戏。经过两年多的开发，《安琪拉之歌》在2007年首先于Windows平台发行。2008年，该游戏的Mac OS X版本由Ambrosia Software发布，更新后的版本也在同年登陆Steam平台。Linux版本则在2010年发行，并收入Humble独立游戏套装的第一期作品集中（同期作品还有《粘粘世界》、《半影：序曲》、《史莱姆救美记》等)。游戏最终也于2011年11月2日登陆iPad平台。2009年，《安琪拉之歌》的游戏原声带开始销售，除了游戏所有的背景音乐，还包含新增的1首近9分钟的主题歌曲和4个混音版音轨。
游戏跟随失忆的海洋少女奈亚（Naija）探寻安琪拉水下世界。随着历险的深入，她发现了来自远古的秘密，也了解到了她的身世，甚至追寻到了她的真爱。玩家可以通过奈亚与环境进行一系列的互动：游泳、咏唱韵文以及与怪物战斗。奈亚的歌声可以使物件搬离，可以与生物沟通；还可以变换自身形态，对敌对生物发起攻击，或是利用形态的特效达到原本不能到达的水域。
游戏普遍受到积极正面的评价，特别在图像、音乐和对气氛的营造上最值得称道，有的赞赏游戏的剧情、控制和游戏性。同时，也有评论认为游戏的地图令人分辨不清，游戏目标过于有限。在2007年3月举行的独立游戏节中，《安琪拉之歌》夺得游戏节的最高奖项：塞尤玛斯·麦克纳利奖。

## 游戏模式
《安琪拉之歌》是一款2D横向卷轴动作冒险游戏，着重于探索与解谜以推动非线性情节的展开。游戏最初只能运行于个人电脑，为单独的鼠标控制而设计，但也可以使用键盘辅助操作，还可以使用Xbox 360控制器。玩家角色奈亚是一名独居于水下的人形女子，仍具有某些鱼一样的特征，可以在水下呼吸，用带蹼的脚快速推进。从神秘的洞穴到海底文明的废墟，再到阳光普照的绿洲，玩家引导奈亚穿过各式各样风格鲜明的区域。这些地区生机勃勃，充满着动植物，有的会对玩家抱以敌意，用身体接触或是投射物伤害奈亚；有的对玩家友好，有的则中立。
一般来说，奈亚不能直接与世界里的物体互动，而是主要以咏唱韵文（Verse）的形式实现。咏唱韵文时，八个形态各异的音符围绕着玩家，玩家需要按照正确的顺序选择一系列的音符。咏唱与特定物体相同颜色的音符可以对其产生作用。通过在游戏剧情中学会的韵文，可以搬离物体，在奈亚身上添加护盾，或者切换能改变奈亚外表、拥有独特技能的形态(Form)。这是克服游戏里种种挑战和障碍的关键。奈亚只有在默认形态(或是标准形态)下才能咏唱韵文，也只有在这一形态下，奈亚才可以穿上在游戏中寻得的服饰。
在不同的地域吟唱音符时，特定的音调与背景音乐相配，会有微妙的差异。
其他形态只能在游戏的进行中发现。分别是：能量形态，使奈亚拥有发射子弹的能力；野兽形态，使奈亚得以游入逆向的水流，并可以利用冲刺进行攻击；自然形态，可以射出种子，长出花或是带有伤害的带刺植物，并使奈亚免疫植物的尖刺；太阳形态，得以在黑暗处发光；灵魂形态，可以使时间静止，并在特定地域的蓝水晶之间传送；鱼形态，变为体型小巧、速度迅捷的鱼；合体形态，发现于临近游戏结局，使奈亚与她在剧情中邂逅的另一名角色李（Li）合并为一体，作出影响对方的行动。
随着探索整个世界，奈亚可以通过与动植物互动，收集各式各样的食材。这些食材用于烹饪菜肴，食用后产生各种作用。最常见的是治疗和提高自身属性，比如速度或防御力，而有些奇异的食谱会给予她新的能力。玩家可以直接通过搜集菜肴学会菜品的配方，不过有的配方不会一开始就知道，需要合成食材后才能学会。

## 游戏剧情
游戏开场，奈亚遗失了几近所有的记忆，对家门外的世界一无所知，“像个简单生物一般活着”。旁白以未来的奈亚讲故事的方式告诉玩家。这些叙述作为奈亚的第一手信息，出现在临时的过场动画里。在遇到一个黑影，闪现出一系列难以理解的场景之后，奈亚醒来了。自己是这个种族的唯一成员，孤寂的她决定探索身边的这个世界。随着探索的深入，奈亚发现了越来越多有关这个世界——安琪拉的历史，以及她的过去。游戏设置了一个开放性的世界，玩家不必按顺序经历故事主线。唯一限定的因素是地图中有形的屏障，只能用特定的形态通过。这些屏障的组合出现在随后的游戏情节要素当中。游戏中的叙述大多围绕奈亚发现的一系列文明遗迹，每个遗迹里都有一只巨怪。这些海底文明组成了游戏中的各种地域。
临近游戏结局时，奈亚发觉，她所探寻的文明都是被一个神，创世主(the Creator)毁灭的。创世主嫉恨那些文明或者他们的神强大起来。她所遭遇并打败的强有力的怪兽其实曾是那些文明的主神。每一个文明都有各自独特的能力，奈亚击败他们前任的神，就可以获取象征着这种技能的形态。她在海面遇到了一个来自陆地的人类潜水员——李，跟随他，奈亚潜到海底，见到了创世主。原来创世主是一个掉到海里的孩子，结合了远古的魂魄，他获得了神一般的力量。然后，他创造了安琪拉，穿行其间的韵文，是母亲一直对他唱的摇篮曲中仅能记下的那部分。歌曲中的旋律，使得奈亚唱歌得以影响周围的世界；部分旋律可以在原声带中听到各种形式。
创造了安琪拉世界之后，创世主创建了一系列的文明。一个文明毁灭了，又转而创建一个新的。李为奈亚所爱，却被创世主劫走。奈亚于是抗击创世主，把李夺了回来。玩家打败作为最终boss的创世主，与李归还家乡。在游戏的尾声，展现了奈亚、李的他们的孩子。如果玩家凭借寻找奈亚回忆起的地方，能找回她所有的记忆，这些记忆就会展现游戏开始时的那个黑影就是她的母亲——弥亚(Mia)。弥亚为创世主所造，和她的女儿一样，具有所有文明的技能。她从创世主处逃离，并接连地将自己与奈亚隐藏在那几个种族里。当最后的种群被消灭时，她抹去奈亚的记忆，好让奈亚一己之力调查出安琪拉的由来，并击败创世主。若玩家找到所有记忆，在延长了的结局中，弥亚出现了，告诉奈亚她们两人可以统治水面之上的种族。遭到奈亚拒绝后，弥亚掳走了她，消失不见。最后，游戏以奈亚和李之子吕西恩(Lucien)为了寻找母亲而离去告终。假如玩家没能找到所有记忆，结局的动画会以奈亚请求玩家寻找她的过去为结尾。可见，这是说给她儿子听的。

## 开发历程

### 开发背景
《安琪拉之歌》由Derek Yu和Alec Holowka两人历经两年时间开发而成。而在此之前，Holowka已经为游戏的概念设定考虑了一年时间了。Yu负责美工，而Holowka则处理编程及音乐部分。两个设计者都已从事于电子游戏：Yu已经制作过多款免费游戏，像与Holowka等人制作的I'm O.K；而Holowka曾从事于几款游戏的前期开发阶段。他们各自都没有发行过游戏。游戏一些额外的工作，包括一些关卡设计和一些敌人的脚本设计由Brandon McCartin完成。为了支持游戏，在向2007届独立游戏节提交游戏作品一周前，Holowka和Yu正式组建Bit Blot工作室。工作室名字表达了艺术与科技的融合之意。《安琪拉之歌》就是工作室唯一的游戏。目前，两个成员都在继续独立游戏的工作，但没有再像这次一样成为合作关系了。Holowka建立了一个另外的团队，叫Infinite Ammo；而Yu回到制作免费游戏，以及为Spelunky的各项内容工作。

### 制作过程
这款游戏最初的原型在风格上类似于基于文本的角色扮演游戏，有着广阔的开放世界和许多次级探索活动。在“多选文本回复”和复杂化的游戏体系有所进展之后，制作团队打算对游戏进行简化，并将2007届独立游戏节定为完成各项工作的最后期限。在时间的压力下，他们被迫裁剪大量他们觉得不必要的繁杂内容，让游戏更接近其精髓。在移除了很多无关紧要的内容后，开发者们将适合接下来的游戏的烹饪系统添加回去，地图系统也是如此。之后，他们大体以线性的方式开发游戏的世界观及剧情，对各个种族有了基本的设定，接下来就要添加细节了。他们感到，这样使他们得以在游戏一开始创造有趣的想法，在游戏结束时丰满并解决它们。“韵文”系统就是这些创意之一。Holowka在开发中意识到，他在游戏音乐里已经用了相同的十二个音符的旋律转换成了风格不一的曲调，也注意到整个游戏世界到处弥漫着主旋律的创意符合剧情。游戏也包含一个关卡和动画编辑器，很多Mod已经制作出来了。
在Yu的父亲建议下，这游戏被开发成可以只用鼠标控制。开发者认为这套控制方案使他们要让游戏流畅且易于上手，不过他们也在设置中加入了由键盘还是Xbox 360控制器操作的选项。Yu和Holowka认为探险类游戏的“特点(hallmark)”是一种孤独感。这种孤独感在故事叙述中实现了一部分，还需要玩家从奈亚的人物性格中感受出来。为此，他们使用旁白来展现奈亚在游戏关键时刻中的感受。奈亚的配音演员珍娜·夏普是在多个配音演员试音之后挑选出来的。她为游戏原声带“Lost to the Waves”一曲献声，还演唱了一首九分钟的歌曲“Fear the Dark”。此曲成为Bit Blot工作室于2009年11月14日发行的《安琪拉之歌》原声带专辑中的特别曲目。原声带专辑有2张唱片，50曲目，包含游戏的所有音乐、一些新的歌曲以及混音版的音轨。

### 平台移植
该游戏的Windows版于2007年12月7日发行。一个加入小地图功能、支持宽屏和改进游戏设置的补丁随后发布。作为Ambrosia Software的礼包，该游戏于2008年11月12日在Mac OS X操作系统发行。同年12月15日，游戏登陆steam平台，添加了27项steam成就。游戏的Linux版本由Ryan C. Gordon开发于2009年，公开测试进行到2月6日，然后Aquaria的Linux版作为Humble独立游戏套装的一部分发行出来。2010年6月3日，游戏引擎的源代码在GNU通用公共授权下释出。2011年11月2日，改良后的游戏在iPad上发行，支持触屏并改变了地图系统。改版的设计者Andrew Church，在非官方移植了PSP代码后，Holowka联系到他，从事制作iPad的移植版。